# جون هارت (مؤلف)
جون هارت (بالإنجليزية: John Hart)‏ (1965، درم في الولايات المتحدة)؛ محامي، كاتب وروائي أمريكي.